# Івановка (Фалештський район)
Івановка (рум. Ivanovca) — село у Фалештському районі Молдови. Входить до складу комуни, адміністративним центром якої є село Наталієвка.

## Населення
За даними перепису населення 2004 року у селі проживали 19 осіб.
Національний склад населення села:
| Національність | Кількість осіб | Відсоток |
| -------------- | -------------- | -------- |
| росіяни        | 14             | 73,7%    |
| українці       | 5              | 26,3%    |
| Всього         | 19             | 100%     |